# أرينا كورينثيانز
ملعب كورينثيانز هو ملعب رياضي في منطقة إتاكيرا في ساوباولو بالبرازيل افتتح في عام 2014، وهو ملعب فريق كورينثيانز الجديد الذي حل محل ملعب باكمبو.
تقدر قدرته الإجمالية من بين 48.000 و71.000 متفرج.

## تاريخ
أعلن المشروع للمرة الأولى في 27 أغسطس 2010، من قبل رئيس الاتحاد البرازيلي ريكاردو تيكسييرا وحاكم ساو باولو غولدمان ألبرتو ورئيس بلدية ساو باولو جيلبرتو كساب، مع موعد الافتتاح المقرر عام 2013.
أقيم في الملعب بعض مباريات بطولة كأس العالم 2014.